# Port lotniczy Townsville
Port lotniczy Townsville (IATA: TSV, ICAO: YBTL) – port lotniczy położony w Townsville, w stanie Queensland, w Australii. Lotnisko jest również znane jako Townsville International Airport oraz Garbutt Airport, ze względu na jego lokalizację w dzielnicy Townsville, Garbutt. Port lotniczy Townsville jest obsługiwany przez główne australijskie krajowe i regionalne linie lotnicze, w roku 2009/10 obsłużył 1 644 089 pasażerów, co czyni go 11. pod względem ruchliwości portem lotniczym w Australii.
Port lotniczy Townsville jest wspólne wykorzystywany przez samoloty cywilne i wojskowe, udostępnianie z RAAF Base Townsville. Jest on używany jako miejsce postoju dla Australijskich Sił Obronnych (ADF). Lotnisko było również używane do koordynacji wysiłków udzielenia pomocy po cyklonie tropikalnym i innych klęsk żywiołowych, zwłaszcza po Cyklonie Larry w 2006 roku.
Pierwsze lotnisko powstało w 1920 roku w Thuringowa Shire na południe od Ross River, obecnie dzielnicy Murray.
Port lotniczy Townsville był pierwszym australijskim regionalnym portem lotniczym, który miał przyznany status międzynarodowego portu lotniczego w 1980 roku. Międzynarodowy ruch znacznie się nasilił od 1980 roku, jednak wkrótce zmalał w wyniku restrukturyzacji rynku lotniczego i znaczącej konkurencji ze strony Cairns Airport dla turystyki regionalnej. 
Od grudnia 2010 r. miasto ponownie zaczęło obsługiwać bezpośrednie loty międzynarodowe, pilotowane przez Strategic Airlines na Bali.
Lotnisko jest północnym węzłem dla Virgin Australia.
Lotnisko znajduje się 5 km od Townsville CBD.

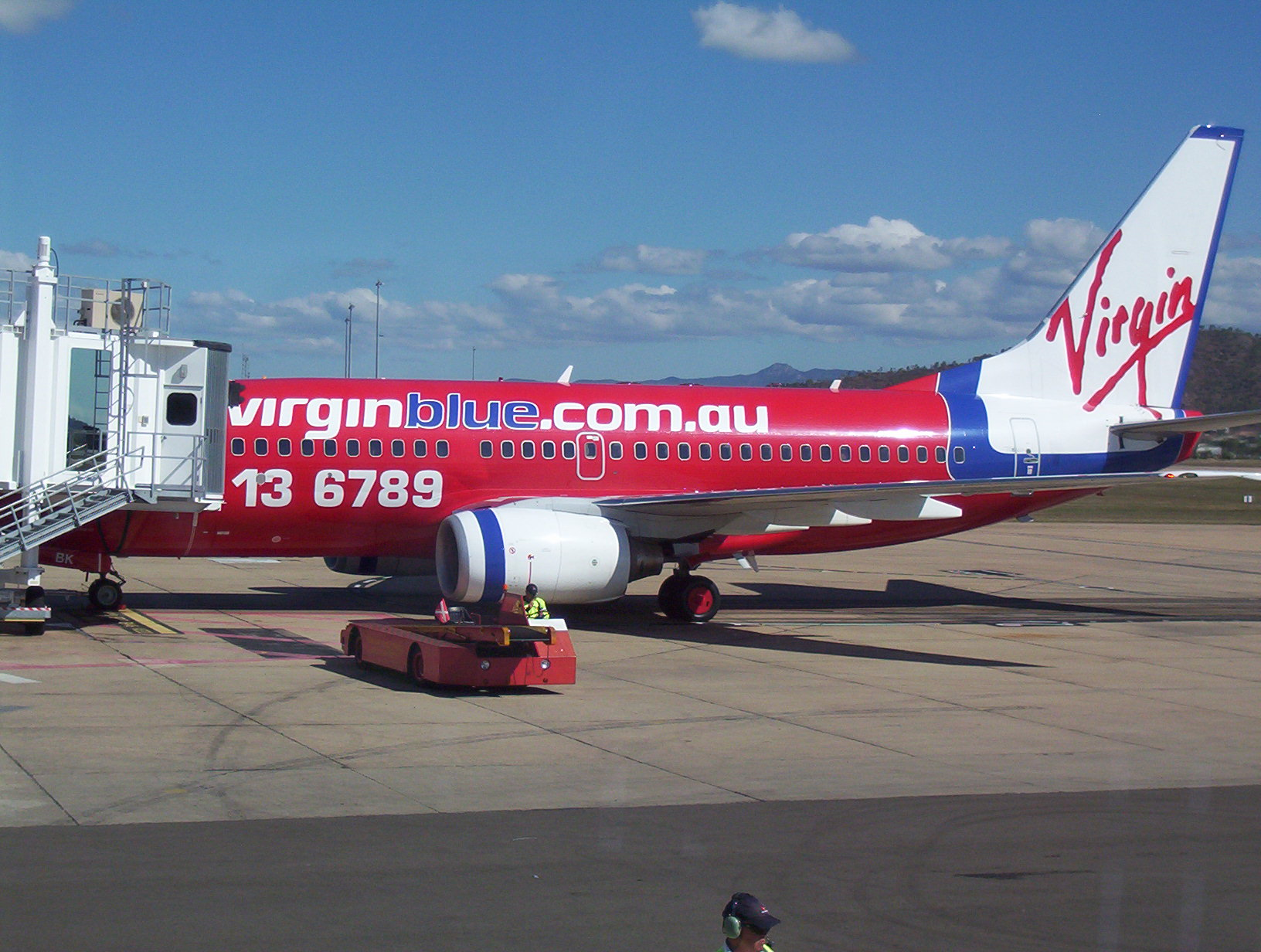
Boieng 737 Virgin Blue

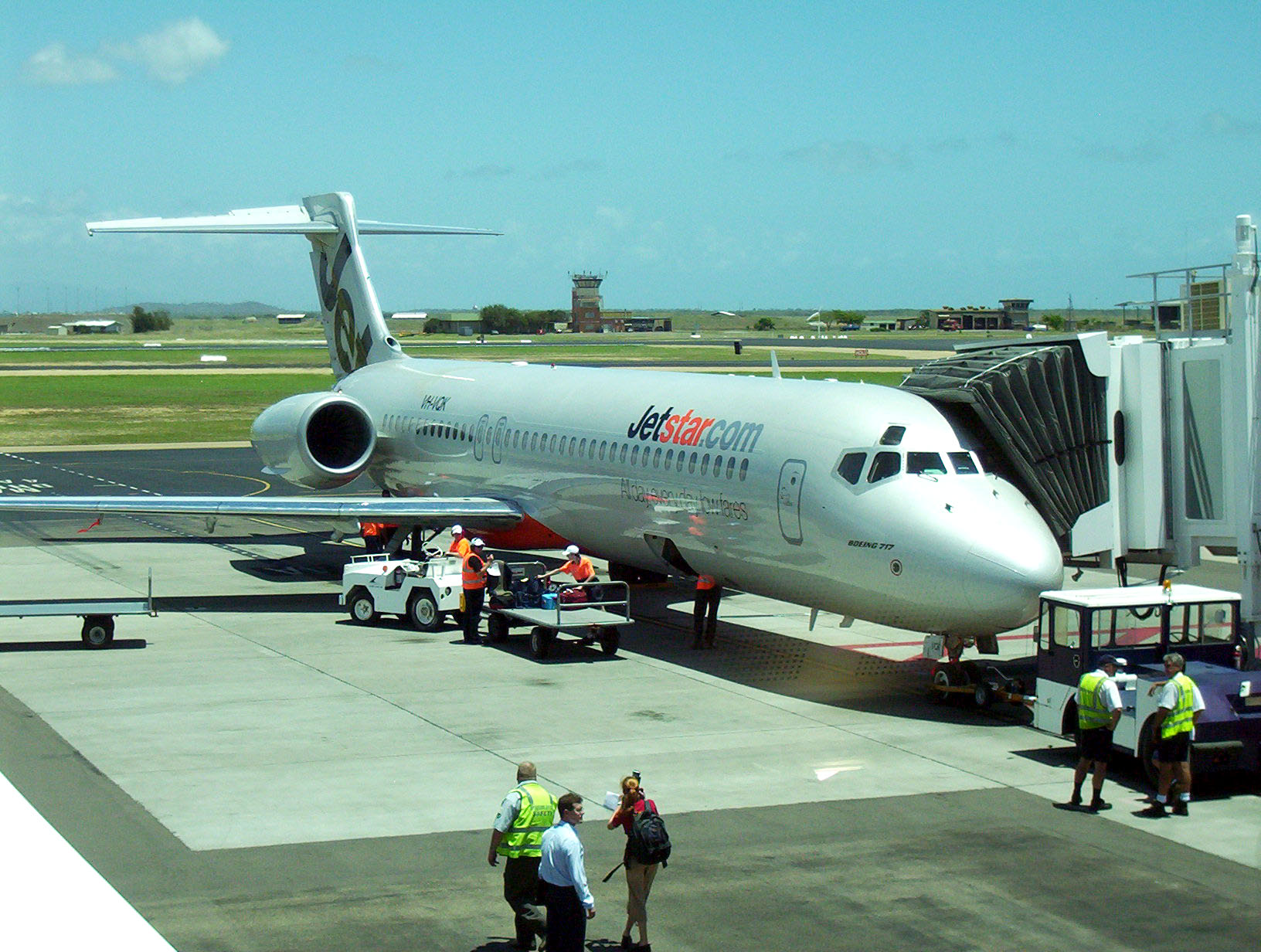
Boeing 717 Jetstar

## Linie lotnicze i połączenia
- Airnorth (Darwin) [od 17 lutego]
- Alliance Airlines (Cloncurry, Cannington Mine, Century Mine, Phosphate Hill Mine, Mount Isa)
- Brindabella Airlines (Emerald)
- Jetstar Airways (Brisbane, Melbourne, Sydney)
- Qantas (Brisbane)
- Qantas obsługiwane przez QantasLink (Cairns, Cloncurry, Gladstone, Mackay, Moranbah, Mount Isa Rockhampton)
- Regional Express (Hughenden, Julia Creek, Longreach, Mount Isa, Osbourne Mine, Mount Dore, Richmond, Selwyn Mine, Winton)
- Skytrans Airlines (Cairns, Elrose, Mount Isa, Palm Island)
- Virgin Blue (Brisbane, Canberra, Cairns, Gold Coast, Rockhampton, Sydney)
- West Wing Aviation (Palm Island)

### Cargo
- Australian air Express (Brisbane, Cairns)
- HeavyLift (Honiara, Darwin)